# Juan Hurtado de Mendoza
Juan Hurtado de Mendoza, dit le bel espagnol (né en 1548 à Guadalajara en Castille, Espagne et mort le 6 janvier 1592 à Rome) est un cardinal espagnol de la fin du XVIe siècle. D'autres cardinaux de la famille sont Diego Hurtado de Mendoza y Quiñones (1500), Íñigo López de Mendoza y Zúñiga (1530) et Francisco Mendoza de Bobadilla (1544).

## Biographie
Hortado de Mendoza étudie à l'université d'Alcalá et est chanoine à Salamanque, archidiacre à Tolède et doyen de l'église de Talavera.
De Mendoza est créé cardinal par le pape Sixte V lors du consistoire du 18 décembre 1587. Il participe aux deux conclaves de 1590, lors desquels Urbain VII et Grégoire XIV sont élus, et au conclave de 1591 (élection d'Innocent IX).